# 赤松村 (兵庫県)
赤松村（あかまつむら）は、かつて兵庫県西部（西播磨地区）に存在していた村。赤穂郡。
1955年、北部の一部が佐用郡久崎町に編入され、残部が上郡町、鞍居村、高田村、船坂村と合併し、新たに上郡町となったため地方自治体として消滅した。
旧村域は現在の上郡町北部に位置しており、旧赤松小学校区にほぼ相当する。

## 概要
現在の上郡町苔縄、大枝、大枝新、岩木、旭日、柏野、細野、赤松、河野原、楠、佐用町大酒、小赤松、大釜に相当する。

## 沿革
- 1889年（明治22年）4月1日 町村制施行
  - 苔縄村、大枝村、大枝新村、岩木村、旭日村、柏野村、細野村、赤松村、河野原村、楠村、大酒村、小赤松村の範囲を以て赤穂郡赤松村発足
- 1955年（昭和30年）3月1日
  - 大酒、小赤松、旭日字抜位が佐用郡久崎町に編入
  - 赤松村の残部が上郡町、鞍居村、高田村、船坂村と合併し、新たに上郡町が発足したため消滅

5町村の合併により（新）上郡町が発足する際、合併申請書には赤松村の一部の区域が除かれることが記されていた。分村問題については大正期からすでにあり、村立赤松中学校の校舎建築をめぐって分村問題が再燃し、当時の村長が辞任する騒動となった。1950年（昭和25年）3月6日の村議会で分村が可決され、5町村合併の際にも規定方針とされ再度の議論はなかった。その後、久崎町は改めて（新）上郡町と上月町の双方から合併申し入れを受け、議論の結果上月町との合併を選択すると、分村で久崎町に入った地区は再度分町を主張、上月町から分離して上郡町に入りたい旨を陳情したが、県は地理的条件および先の分村経緯、ならびに適正規模町村建設などの面から不適当の旨を回答し、久崎町議会も分町を認めない方針を確認した。最終的には分町派も県の調停を受け入れたため、上月町にとどまることとなった。

## 地域

### 教育
- 赤松村立赤松中学校（現在は上郡町山野里の上郡中学校に統合）
- 赤松村立赤松小学校（上郡町立となった後、2012年に上郡町上郡の上郡小学校に統合）

## 交通

### 鉄道
- 智頭急行智頭線：苔縄駅 - 河野原円心駅（いずれも当時未開業）

### 道路
- 高速道路
  - 旧村域に高速道路は通っていない。
- 国道
  - 国道373号
- 県道
  - 兵庫県道451号西新宿上郡線